# Liolaemus rabinoi
Liolaemus rabinoi este o specie de șopârle din genul Liolaemus, familia Tropiduridae, descrisă de Cei 1974. A fost clasificată de IUCN ca specie vulnerabilă. Conform Catalogue of Life specia Liolaemus rabinoi nu are subspecii cunoscute.